# Ахназаров, Амаяк Николаевич
Амаяк Николаевич Ахназа́ров (1898—1987) — разработчик артиллерийских снарядов, генерал-майор инженерно-артиллерийской службы(18.11.1944), лауреат Сталинской премии.

## Биография
Родился 19 (31 октября) 1898 года в Нахичевани (ныне Азербайджан). Рано остался без отца. Уехал в Тбилиси и поступил в Тбилисское реальное училище.
Осенью 1917 году записался добровольцем в Армянскую дружину. В 1918—1920 годы участвовал в войне с Турцией, командовал взводом. В 1921 году награждён орденом Красного Знамени Армении.
В 1920 году вступил в РККА. В 1925—1930 годы учёба в Военно-технической артиллерийской академии. В 1930—1931 годы руководитель опытов, испытаний орудий и снарядов новых конструкций на Ленинградском научно-исследовательском артиллерийском полигоне.
В 1931 — 1939 годы начальник отдела Артиллерийского комитета ГАУ.
С 1939 года в звании военинженера 1-го ранга — заместитель главного конструктора НИИ-24 Наркомата боеприпасов, Москва (с ноября 1941 по май 1942 в эвакуации).
С февраля 1944 года — главный конструктор НИИ-24. 18 ноября 1944 присвоено воинское звание генерал-майора инженерно-артиллерийской службы.
После войны — начальник 3-го Управления Арткома ГАУ.
В марте 1952 года арестован и 13 месяцев находился под следствием (вместе с Яковлевым Н. Д., Волкотрубенко И. И., Мирзахановым И. А., и Овсищером Р. М.), дело «О недостатках 57-мм автоматических зенитных пушек С-60»). В апреле 1953 года освобождён и реабилитирован.
С апреля 1957 года в отставке.
Умер в 1987 году. Похоронен в Москве на Армянском кладбище.

## Признание
- Сталинская премия второй степени (195) — за работу в области химической технологии
- орден Ленина,
- орден Красного Знамени,
- орден Трудового Красного Знамени
- орден Кутузова II степени,
- орден Красной Звезды
- медали